# Nová Ves (Zámrsk)
Nová Ves (německy Neudorf) je vesnice a část obce Zámrsk v okrese Ústí nad Orlicí. Nachází se na západě Zámrsku. Prochází zde silnice I/35. Nová Ves leží v katastrálním území Zámrsk o výměře 5,43 km².

## Historie
První písemná zmínka o vesnici pochází z roku 1787.

## Pamětihodnosti
- Sýpka u čp. 26